# صالح گونی
صالح گونی (ترکی استانبولی: Salih Güney؛ زادهٔ ۱ ژانویهٔ ۱۹۴۵) هنرپیشه اهل ترکیه است. او‌ در بیش از ۱۵۰ فیلم و سریال بازی کرده‌است.